# 하치오지시
하치오지시(일본어: 八王子市)는 일본 도쿄도의 도서부를 제외한 지역 중 남서부에 위치한 시이자 다마 지역의 중심 도시 중 하나이다. 도쿄도에서는 다치카와시, 마치다시, 오메시, 다마 뉴타운과 함께 다마 지역의 중심지로 자리매김하고 있다. 또한 이곳에 다이쇼 천황과 쇼와 천황의 묘가 있기도 하다. 인구는 약 57만 명으로 도쿄도 내에서 도쿄도 구부에 이어 2위이며 면적은 오쿠타마정에 이어 도쿄도의 시정촌 중 두번째로 넓다.

## 지리
도쿄 23구의 중심에서 40km 떨어져 있다. 삼면이 산으로 둘러싸여 있으며 중심지는 하치오지 분지를 이루며 동쪽 방향으로 도쿄를 향해 열려 있다. 남서쪽으로는 다카오산(599m)과 진바산(857m)이 있고 인기 있는 하이킹 목적지로 각각 기차와 버스로 갈 수 있다.

## 역사
하치오지가 시의 지위를 얻은 것은 1917년 9월 1일이 되어서였지만 이미 에도 시대에 에도와 일본 서부를 연결하던 도로인 고슈카이도의 중요한 교차점이자 역참이었다. 잠시 동안 이 지역에는 하치오지성이 있었다. 이 성은 1584년에 호조 우지테루에 의해 세워졌으나 1590년에 도요토미 히데요시의 일본 정복 의도에 따라 파괴되었다. 메이지 시대에 하치오지는 비단과 직물 생산으로 번영하였다. 그러나 1960년대에 들어 이러한 산업들이 쇠퇴하였다. 오늘날 하치오지는 주로 도쿄에서 일하는 사람들을 위한 베드타운 역할을 하며 많은 대학들이 있다.
- 1889년 4월 1일 - 정촌제 시행으로 가나가와현 미나미타마군 하치오지정을 비롯한 19개 정이 성립하였다.
- 1893년 4월 1일 - 다마 지역이 도쿄부에 편입되어 도쿄부 하치오지정이 되었다.
- 1917년 9월 1일 - 시제 시행으로 하치오지시가 출범하였다. (일본에서 66번째, 다마 지역에서는 최초이다.)
- 1941년 10월 1일 - 고미야정을 편입하였다.
- 1943년 7월 1일 - 도쿄부가 폐지되고 도쿄도가 출범하여 도쿄도 하치오지시로 변경되었다.
- 1953년 5월 1일 - 기타가미군 스나카와정을 편입하였다.
- 1959년 4월 1일 - 아사카와정을 편입하였다.
- 1964년 8월 1일 - 유키촌을 편입하였다.
- 2002년 1월 1일 - 다마시와 관할 구역을 조정하였다.
- 2004년 4월 1일 - 마치다시와 관할 구역을 조정하였다.
- 2015년 4월 1일 - 중핵시로 승격하였다.

## 교육
- 주오 대학
- 디지털 할리우드 대학
- 호세이 대학 다마 캠퍼스
- 고가쿠인 대학
- 교린 대학
- 메이세이 대학
- 일본 문화대학
- 소카 대학
- 다마 미술대학
- 다쿠쇼쿠 대학 하치오지 캠퍼스
- 데이쿄 대학 하치오지 캠퍼스
- 도쿄 준신 여자 대학
- 도쿄 가세이-가쿠인 대학
- 수도대학 도쿄
- 도쿄 약과대학
- 도쿄 공과대학 하치오지 캠퍼스
- 야마노미용예술단기대학

## 교통

### 철도
- 동일본 여객철도
  - 주오 본선
  - 요코하마선
  - 하치코선

- 게이오 전철
  - 게이오선
  - 다카오선
  - 사가미하라선

- 다마 도시 모노레일
  - 다마 도시 모노레일선

### 도로
- 국도 16호선
- 국도 20호선
- 국도 411호선

## 기후
| 하치오지시의 기후                                            | 하치오지시의 기후 | 하치오지시의 기후 | 하치오지시의 기후 | 하치오지시의 기후 | 하치오지시의 기후 | 하치오지시의 기후 | 하치오지시의 기후 | 하치오지시의 기후 | 하치오지시의 기후 | 하치오지시의 기후 | 하치오지시의 기후 | 하치오지시의 기후 | 하치오지시의 기후 |
| 월                                                           | 1월               | 2월               | 3월               | 4월               | 5월               | 6월               | 7월               | 8월               | 9월               | 10월              | 11월              | 12월              | 연간              |
| ------------------------------------------------------------ | ----------------- | ----------------- | ----------------- | ----------------- | ----------------- | ----------------- | ----------------- | ----------------- | ----------------- | ----------------- | ----------------- | ----------------- | ----------------- |
| 역대 최고 기온 °C (°F)                                       | 19.9 (67.8)       | 24.0 (75.2)       | 26.6 (79.9)       | 32.2 (90.0)       | 37.1 (98.8)       | 36.0 (96.8)       | 39.3 (102.7)      | 39.3 (102.7)      | 39.2 (102.6)      | 32.7 (90.9)       | 26.7 (80.1)       | 26.0 (78.8)       | 39.3 (102.7)      |
| 일평균 최고 기온 °C (°F)                                     | 9.3 (48.7)        | 10.3 (50.5)       | 13.7 (56.7)       | 19.1 (66.4)       | 23.6 (74.5)       | 26.0 (78.8)       | 30.1 (86.2)       | 31.4 (88.5)       | 27.1 (80.8)       | 21.5 (70.7)       | 16.4 (61.5)       | 11.7 (53.1)       | 20.0 (68.0)       |
| 일일 평균 기온 °C (°F)                                       | 3.4 (38.1)        | 4.5 (40.1)        | 8.0 (46.4)        | 13.3 (55.9)       | 18.1 (64.6)       | 21.4 (70.5)       | 25.4 (77.7)       | 26.4 (79.5)       | 22.6 (72.7)       | 16.9 (62.4)       | 11.1 (52.0)       | 5.9 (42.6)        | 14.7 (58.5)       |
| 일평균 최저 기온 °C (°F)                                     | −1.8 (28.8)       | −0.9 (30.4)       | 2.7 (36.9)        | 7.7 (45.9)        | 12.9 (55.2)       | 17.4 (63.3)       | 21.5 (70.7)       | 22.4 (72.3)       | 18.8 (65.8)       | 13.0 (55.4)       | 6.4 (43.5)        | 0.8 (33.4)        | 10.1 (50.2)       |
| 역대 최저 기온 °C (°F)                                       | −8.7 (16.3)       | −8.8 (16.2)       | −8.1 (17.4)       | −2.0 (28.4)       | 2.6 (36.7)        | 10.0 (50.0)       | 13.3 (55.9)       | 15.4 (59.7)       | 7.9 (46.2)        | 2.4 (36.3)        | −2.3 (27.9)       | −7.6 (18.3)       | −8.8 (16.2)       |
| 평균 강수량 mm (인치)                                        | 54.1 (2.13)       | 46.1 (1.81)       | 102.9 (4.05)      | 114.1 (4.49)      | 124.7 (4.91)      | 172.0 (6.77)      | 188.3 (7.41)      | 212.5 (8.37)      | 264.4 (10.41)     | 230.8 (9.09)      | 80.1 (3.15)       | 53.1 (2.09)       | 1,643 (64.69)     |
| 평균 강수일수 (≥ 1.0 mm)                                     | 4.5               | 4.9               | 9.2               | 9.2               | 10.0              | 12.7              | 12.5              | 10.4              | 12.2              | 10.5              | 7.2               | 4.9               | 108.2             |
| 평균 월간 일조시간                                           | 201.1             | 179.7             | 174.9             | 179.3             | 176.0             | 119.7             | 145.1             | 177.3             | 128.0             | 132.4             | 157.0             | 184.2             | 1,954.5           |
| 출처: 일본 기상청 (평년값: 1991년~2020년, 극값: 1976년~현재) |                   |                   |                   |                   |                   |                   |                   |                   |                   |                   |                   |                   |                   |

## 인구
| 연도 | 인구    | ±%     |
| ---- | ------- | ------ |
| 1920 | 78,705  | —      |
| 1930 | 95,389  | +21.2% |
| 1940 | 111,028 | +16.4% |
| 1950 | 131,470 | +18.4% |
| 1960 | 164,622 | +25.2% |
| 1970 | 253,407 | +53.9% |
| 1980 | 387,178 | +52.8% |
| 1990 | 466,347 | +20.4% |
| 2000 | 536,046 | +14.9% |
| 2010 | 580,053 | +8.2%  |
| 2020 | 579,355 | −0.1%  |

## 문화 유적
- 무사시 능묘지(武藏凌墓)